# K・L・ラーフル
カンヌール・ロケシュ・ラーフル（英: Kannur Lokesh Rahul、1992年4月18日 - ）は、インド・マンガルール出身のプロクリケット選手。インド代表。ポジションはバッツマン、ウィケットキーパー。妻は女優のアティヤ・シェッティ。